# Алексєєвське сільське поселення (Октябрський район)
Алексєєвське сільське поселення — муніципальне утворення в Октябрському районі Ростовської області. Адміністративний центр поселення — село Алексєєвка. Населення — 2674 осіб (2010 рік). Алексєєвське сільське поселення розташовано на північному заході району у долині річки Малий Несвітай на південних підступах міста Новошахтинськ.

## Адміністративний устрій
До складу Алексєєвського сільського поселення входять:
- село Алексєєвка — 917 осіб (2010 рік);
- хутір Іллічєвка — 1435 осіб (2010 рік);
- хутір Шевченко — 322 особи (2010 рік).